# 畑野町

佐渡島における平成の大合併の地図

畑野町（はたのまち）は、かつて新潟県佐渡郡に属していた町。佐渡の中央の国仲平野から、佐渡海峡に面した海岸部にまたがっていた。2004年（平成16年）、佐渡島全域が合併して佐渡市が発足し、畑野町は廃止された。

## 地理
北西から南東へ細く伸び、北西部が国仲平野、中部が小佐渡丘陵、南東部が海岸部であった。町の周囲は65km、うち海岸線は6.7km。
北東から南西に町域を横断する小佐渡丘陵のうち、北東側に小佐渡丘陵の最高点である大地山があった。こからやや南西に東境山があった。さらに南西に男神山と女神山があり、そのそばを県道多田・皆川・金井線が通った。男神山のほうが傾斜が急であった。
海岸部はもと松ヶ崎村で、松ヶ崎海岸と呼ばれた。松ヶ崎は佐渡海峡に面してもっとも本州に近い位置にあり、古くは海峡を渡る船が泊まる港であった。後に海上交通の要地の地位を両津、小木、赤泊に譲った。
- 山: 大地山(646m)、東境山(601m)、男神山(504m)、女神山
- 河川: 小倉川
- 湖沼・ダム: 小倉川ダム

### 隣接していた自治体
- 両津市、新穂村、金井町、真野町、赤泊村（以上すべて現在は佐渡市の一部）

## 歴史
- 1889年（明治22年）4月1日
  - 雑太郡畑本郷、畑方村、河内村、寺田村、安国寺村が合併して、畑野村になった。
  - 小倉村、長谷村、猿八村が合併して、小倉村になった。
  - 栗野江村と坊ヶ浦村が合併して、栗野江村になった。
  - 三宮村、畉田村、宮浦村、後山村、大久保村が合併して、三宮村になった。
  - 舟下村、皆川村、目黒町村が合併して、国中村になった。
  - 松ヶ崎村、多田村、河内村、丸山村が合併して、松ヶ崎村になった。
- 1896年（明治29年）4月1日 - 郡の統合により佐渡郡に所属[2]。
- 1901年（明治34年）11月1日 - 畑野村、小倉村、栗野江村、三宮村と、国中村の目黒町とが合併して、畑野村になった。
- 1955年（昭和30年）3月31日 - 畑野村と松ヶ崎村が合併して、畑野村になった。
- 1960年（昭和35年）11月3日 -  町制施行し畑野町になった。
- 1965年（昭和40年）10月 - 町章を制定した。
- 2004年（平成16年）3月1日 - 両津市、相川町、佐和田町、金井町、新穂村、畑野町、真野町、小木町、羽茂町、赤泊村が合併して、佐渡市になった。

## 行政
- 町長：小田初太郎（ - 2004年）

## 経済

### 産業
- 2000年の農業就業人口率は32.3%だが、総人口中の農家人口は55.3%であった。作付と生産額のほとんどは水稲が占め、他に野菜、果樹などが作られた。
- 2004年には、332メートルの海底からパイプラインを通じて海洋深層水を汲み上げる計画があり、敷設と取水まで工事が進んでいた。一日1200トンの水を取り、養殖などの水産目的、食品・化粧品などの利用にあてる予定であった。

## 教育

### 高等学校
- 新潟県立佐渡総合高等学校

### 中学校
- 畑野町立畑野中学校
- 畑野町立松ヶ崎中学校

### 小学校
- 畑野町立畑野小学校
- 畑野町立後山小学校（合併後の2012年度末に閉校[3]）
- 畑野町立小倉小学校（合併後の2012年度末に閉校[3]）
- 畑野町立松ヶ崎小学校

## 交通

### 道路
北西部は県道が縦横に走り、良好な道路網を持った。南東部との交通は、町を縦貫する県道多田・皆川・金井線に頼った。海岸にそって県道佐渡一周線が走った。
- 新潟県道81号佐渡縦貫線
- 新潟県道181号多田皆川金井線
- 新潟県道65号両津真野赤泊線
- 新潟県道195号辰巳宮浦線
- 新潟県道381号金井畑野線
- 新潟県道45号佐渡一周線

## 娯楽
- 琴平座 - 映画館[4]。

## 名所・旧跡・観光スポット・祭事・催事
- 紅葉山公園
- 松ヶ崎ヒストリーパーク
- 大久保白山神社
- 慶宮寺（八祖堂）
- 本行寺
- 本宮寺
- 長谷寺 - 牡丹の名所

## 出身有名人
- 本間宇兵衛（北海道広尾郡茂寄村広尾港で海産物仲買、醤油味噌製造販売業などを経営。）
- 本間雅晴（陸軍中将）
- 中川健藏（台湾総督、1932 - 1936年）
- 本間茂雄（1932年ロス五輪の日本初出場時の体操競技選手）